# Mallorn
Mallorn er i J.R.R. Tolkiens univers en træart kun fundet i Lorien, træets bark er enten gråt eller sølvfarvet. Deres blade får gyldne nuancer ved efterårstid, og falder ikke af før slutningen af vinteren.
| Fiktion | Spire Denne artikel om en historie eller noget fiktivt er en spire som bør udbygges. Du er velkommen til at hjælpe Wikipedia ved at udvide den. |